# Българско консулство в Скопие
Консулството на България в Скопие е дипломатическо представителство на България съществувало в северномакедонския град Скопие, Османската империя от 1897 до 1912 година и след това в Кралство Сърбия от 1913 до 1915 година.

## История
Консулството е открито през 1897 година с ранг на търговско агентство. В 1908 година е издигнато до консулство. Закрито е по време на Балканската война в 1912 година. След Междусъюзническата война в 1913 година градът попада в Сърбия. В 1913 година българското консулство е открито наново, за да бъде окончателно закрито с намесата на България в Първата световна война на страната на Централните сили срещу Сърбия в 1915 година.

## Ръководители
| Име                | Години          | Длъжност        |
| ------------------ | --------------- | --------------- |
| Йордан Хаджипетров | 30 март 1897    | търговски агент |
| Димитър Ризов      | 18 май 1897     | търговски агент |
| Тодор Пеев         | 6 юни 1899      | търговски агент |
| Данаил Юруков      | 6 май 1901      | търговски агент |
| Тодор Недков       | 13 август 1902  | търговски агент |
| Иван Икономов      | 1 януари 1908   | управляващ      |
| Иван Икономов      | 15 януари 1910  | управляващ      |
| Живко Добрев       | 15 април 1911   | консул          |
| Петър Странджов    | 7 октомври 1913 | консул          |
| Александър Стоянов | 22 април 1914   | консул          |
| Симеон Табаков     | 1915            | консул          |